# Jean-Étienne Despréaux
Jean-Étienne Despréaux fue un bailarín de danza, cantautor satírico y autor dramático francés, nacido en París el 31 de agosto de 1748 y muerto el 26 de marzo de 1820 también en París.

## Biografía
Jean-Étienne Despréaux era hijo de un músico que tocaba el oboe de la Orquesta Real de Música, que posteriormente sería la Ópera de París. Él mismo debutó en 1763, cuatro años después que su hermano Claude-Jean François.

Fue un bailarín notable por su ligereza y habilidad en la danza, siendo vitoreado en diversas obras de ballet:
- Píramo y Tisbe, de La Serre, Rebel y Francœur (1771)
- Les Amours de Ragonde, de Destouches y Mouret (1773)
- Ifigenia en Áulide de Gluck y Du Rollet (1774)
- Sabinus, de Chabanon et Gossec (1774)
- La Chercheuse d'esprit, ballet de Maximilien Gardel (1778).

Trabajó también como inspector en la Orquesta Real, organizó espectáculos y fue profesor de baile de la Escuela Real de Música y Declamación.

Se jubiló en 1781 con una pensión de 1000 libras y se casó el 14 de agosto de 1789, con la célebre bailarina Marie-Madeleine Guimard(1743-1816). 

Charles Maurice, en su libro Historia anecdótica del teatro, habla de él en esto términos:
"Viudo desde hace diez años de Guimard, Despréux acaba de morir. Yo prefería a sus escritos barrocos su imitación de los bailarines, por esta era placentera. Desde lo alto de un pequeño teatro en el que el telón estaba medio bajado, él introducía en el escenario el indice de cada mano vistiendo una túnica, con maillot y zapatillas formando pequeñas piernas. Entonces, al ritmo de una música de ballet, él ejecutó tan exactamente los pasos ha había que reconocer el tipo y las formas del bailarín o de la bailarina que él quería imitar".

### Obra
Despréaux es sobre todo conocido como el autor de "Mes passe-temps : chansons, suivies de l'Art de la danse, poème en quatre chants", copiado de "l'Art poétique "de Boileau Despréaux", texto básico para la coreografía, escritura de la danza, considerada como un arte completo y no como un simple divertimiento.
Es también autor obras que eran parodias de óperas y que Luis XV apreciaba especialmente:  
- 1777 : Berlingue, parodia de Ernelinda, princesa de Noruega de Sedaine et Philidor
- 1778 : Momie, parodia de Ifigenia en Áulide  de Gluck
- 1778 : Romans, Parodia de Roland de Quinault et Lully
- 1780 : Christophe et Pierre-Luc, parodia de Castor et Pollux de Gentil Bernard et Rameau
- 1786 : Syncope, reine de Mic-Mac, parodia de Pénélope de Cimarosa
- 1801 : Jenesaiki, ou les Exaltés de Charenton, parodia de Béniovski ou les Exilés du Kamchattka de Boieldieu
- 1801 : La Tragédie au vaudeville, en attendant le vaudeville à la tragédie, parodia de Otelo de Jean-François Ducis

También escribió el prólogo para la apertura del Teatro de la Reina (Versalles), en mayo de 1780.